# Gulhi
Gulhi är en ö i Maldiverna.  Den ligger i den centrala delen av landet, 20 km söder om huvudstaden Malé. Geografiskt är den en del av Södra Maléatollen och tillhör den administrativa atollen Kaafu.